# Herencia (película de 2002)
Herencia  es una película de Argentina dirigida por Paula Hernández sobre su propio guion que se estrenó el 20 de junio de 2002 y que tuvo como actores principales a Adrián Witzke, Rita Cortese, Martín Adjemián y Héctor Anglada. El filme ganó el Premio Mujeres del concurso del INCAA, fue exhibido en marzo de 2001 en el Festival Internacional de Cine de Mar del Plata y fue candidato al Premio Cóndor de Plata de 2003 a la Mejor Dirección otorgado por la Asociación de Cronistas Cinematográficos de la Argentina.

## Sinopsis
Peter un joven alemán de 24 años, viaja a Buenos Aires buscando un amor perdido en su adolescencia y conoce a Olinda, una italiana dueña de un restaurante, que llegó después de la 2° guerra mundial, buscando un amor al que nunca encontró, que lo protege.

## Reparto
- Adrián Witzke...Peter
- Rita Cortese...Olinda
- Martín Adjemián...Federico
- Héctor Anglada...Ángel
- Julieta Díaz...Luz
- Eduardo Cutuli...Tito
- Carlos Portaluppi...Raúl
- Martín Ricci...Martín
- Graciela Tenenbaum...Elsa
- Oscar Alegre...Encargado Pensión
- Ernesto Claudio...Hombre Inmobiliaria
- Damián Dreizik...Hombre Ketchup
- Mariana Pinamonti...Belén
- Gabriel Fernández...Marido Belén
- María José Silva...Loli
- Carlos Lanari...Vecino
- Elvira Villariño...Vecina
- Isaac Fajn...Hombre Calle
- Mariana Prommel...Vecina 1
- Sofía Berenblum...Vecina 2

## Comentarios
Adolfo C. Martínez en La Nación escribió:

”Una historia que conmueve con legítimos recursos…. Una exploración acerca del sentido de pertenencia, un ejercicio del rastreo de la identidad, un grito al amor y una mirada delicada a la desterritorialización”.

Manrupe y Portela opinaron:

”Pequeña obra de cámara, con una buena actuación de la protagonista, todas las concesiones de los parámetros industriales y por una vez una mirada al exilio no voluntario…Narrada con calidez y cuidado, bien actuada, destaca por su sensibilidad, a pesar de la irrealidad de ese barrio idealizado ”